# Adam et Eve (duo)
Adam et Eve est un duo allemand de schlager.

## Histoire

### Première formation
Eve, de son vrai Eva Bartova (née le 26 mars 1938 à Vejprty, morte le 17 septembre 1989 à Chicago) vient en Allemagne en 1963. Bartova a une formation de danseuse de ballet classique en Tchécoslovaquie et étudié le chant classique. On croit qu'elle est venue d'abord en RDA, parce que la même année, il y a un enregistrement sous le nom d'artiste d'Erika Bartova. Les circonstances telles qu'elles sont arrivées en Allemagne de l'Ouest sont présentées différemment. Quoi qu'il en soit, elle chante dans les années 1960 avec le groupe Eve Bartova & The Bartovs, puis fait un duo à l'occasion d'une prestation en Suède avec le premier Adam, brun, (John Christian Dee (né le 5 février 1944 à Tonawanda, mort le 18 août 2004 à Londres) dont elle fait la connaissance. Adam est venu d'Amérique en Angleterre avec sa mère dans les années 1950.
Les deux chanteurs signent un contrat en Allemagne en 1964 et sortent leur premier single en 1966, They can look at us and laugh, qui leur permet d'apparaître à la télévision. Au cours des mois suivants, le duo enregistre de nombreux titres en anglais et en allemand, dont certains sont dans les meilleures ventes. Adam est le compositeur et producteur du duo ; il écrit aussi des chansons pour d'autres artistes. À l'automne 1966, le seul album du duo paraît et comprend des enregistrements en solo. Le couple s'installe à Bad Homburg vor der Höhe. Fraîchement débarqué d'Afrique du Sud en Europe, mais complètement inconnu, Howard Carpendale fait partie de leur cercle de connaissances. Après quelques tentatives de plus pour s'imposer sur le marché de la musique, le duo se sépare fin 1968-début 1969, sans que le duo ait eu un succès particulier.
Johnnie a épousé la Britannique Janie Jones en novembre 1968 et vit ensuite au Royaume-Uni, mais retourne en Allemagne au milieu des années 1970. En raison de blessures corporelles dangereuses à sa petite amie, il doit aller en prison pendant six ans, mais a une autorisation pour sortir et se serait installé en France.

### Deuxième formation
Eve rejoint après la séparation de Johnnie Christian Dee le groupe de Hartmut « Harry » Schairer (né le 23 février 1946 à Stuttgart), qui a des noms différents (Soul Generation, Soul Organisation). Hartmut a étudié au Conservatoire de Stuttgart le piano, la basse et la clarinette. Il devient le deuxième Adam, le blond. En 1969, le duo reçoit un contrat de disque, et la même année paraît Shaggy Dog, le premier single de la nouvelle formation. En 1972, le couple se marie et connaît le succès.
En 1982, le couple Schairer se sépare. Eve épouse plus tard le chanteur Jimmy Harrison, mais le mariage est rompu peu de temps après. Hartmut Schairer travaille comme compositeur et producteur après la séparation d'Eve. Il écrit pour Claudia Jung, Andy Borg, Isabel Varell, Heike Schäfer, Kristina Bach, Nadine Norell. Sa nouvelle épouse était la chanteuse de disco populaire Gina Tielman (Gina t), qu'il produit depuis 1982.

## Source de la traduction
- (de) Cet article est partiellement ou en totalité issu de l’article de Wikipédia en allemand intitulé « Adam & Eve » (voir la liste des auteurs).